# Walter Viitala
Walter Viitala est un footballeur international finlandais né le 9 janvier 1992 à Helsinki. Il évolue au poste de gardien de but au Malmö FF.

## Biographie

### En club
Il dispute cinq matchs en Ligue Europa avec les clubs finlandais du FC Honka et de l'IFK Mariehamn.

### En équipe nationale
Il reçoit sa première sélection en équipe de Finlande le 9 janvier 2017, en amical contre le Maroc (victoire 0-1 à Al-Aïn).

## Palmarès
- Vainqueur de la Coupe de Finlande en 2015 avec l'IFK Mariehamn